# Alemayehu Bezabeh

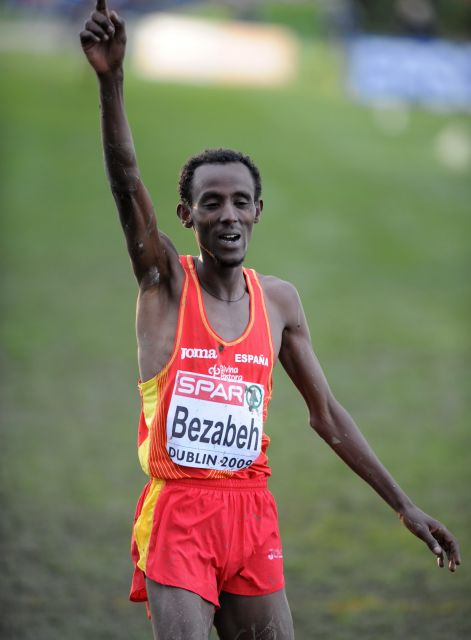
Alemayehu Bezabeh

Alemayehu Bezabeh, född den 1 januari 1986 i Addis Abeba i Etiopien, är en spansk friidrottare som tävlar i medeldistanslöpning.
Bezabeh blev 2008 spansk medborgare och han deltog vid Olympiska sommarspelen 2008 på 5 000 meter. Han tog sig vidare till finalen där han slutade på elfte plats på tiden 13.30,48.

## Personliga rekord
- 5 000 meter - 13.20,46